# Sèries Mundials de beisbol
Les Sèries Mundials de beisbol (oficialment World Series) són els partits finals de campionat de la Major League Baseball. Es disputen cap al mes d'octubre pel que també se'ls coneix com a October Classic o simplement The Series.
Malgrat el que suggereix el seu nom, es tracta d'una competició estatunidenca que disputen els campions de la Lliga Americana de Beisbol i la Lliga Nacional de Beisbol, les quals inclouen 29 clubs dels Estats Units i un del Canadà. Amb excepció de les edicions de 1904 (boicot) i 1994 (vaga de jugadors), les modernes Sèries Mundials s'han disputat anualment des de 1903 (anomenades Sèries Mundials modernes). La competició es remunta a meitats del segle xix, disputada per altres lligues existents al moment.
Els partits es diputen al millor de 7 encontres, excepte els anys 1903, 1919, 1920 i 1921, en què es disputaren al millor de 9 (en les Sèries Mundials modernes). El club amb més triomfs és el New York Yankees, de la Lliga Americana, amb 40 participacions de les 112 Sèries l'any 2008 i 27 triomfs.
El setembre de 2017, la Major League Baseball va rebatejar el premi MVP de les Sèries Mundials de beisbol com el Premi Willie Mays MVP de la Sèrie Mundial en honor de Willie Mays.

## Historial

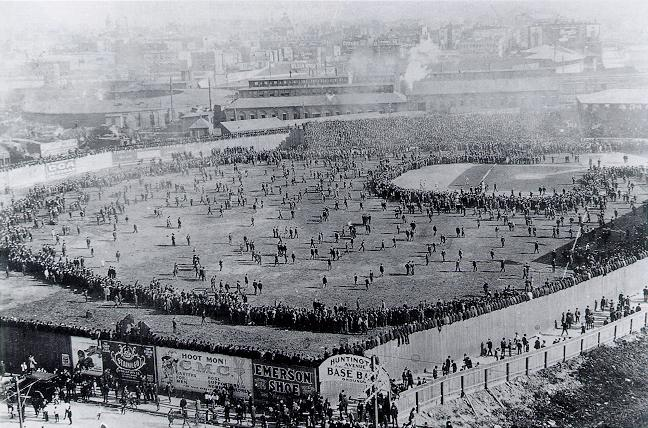
Sèries Mundials de 1903 a Boston

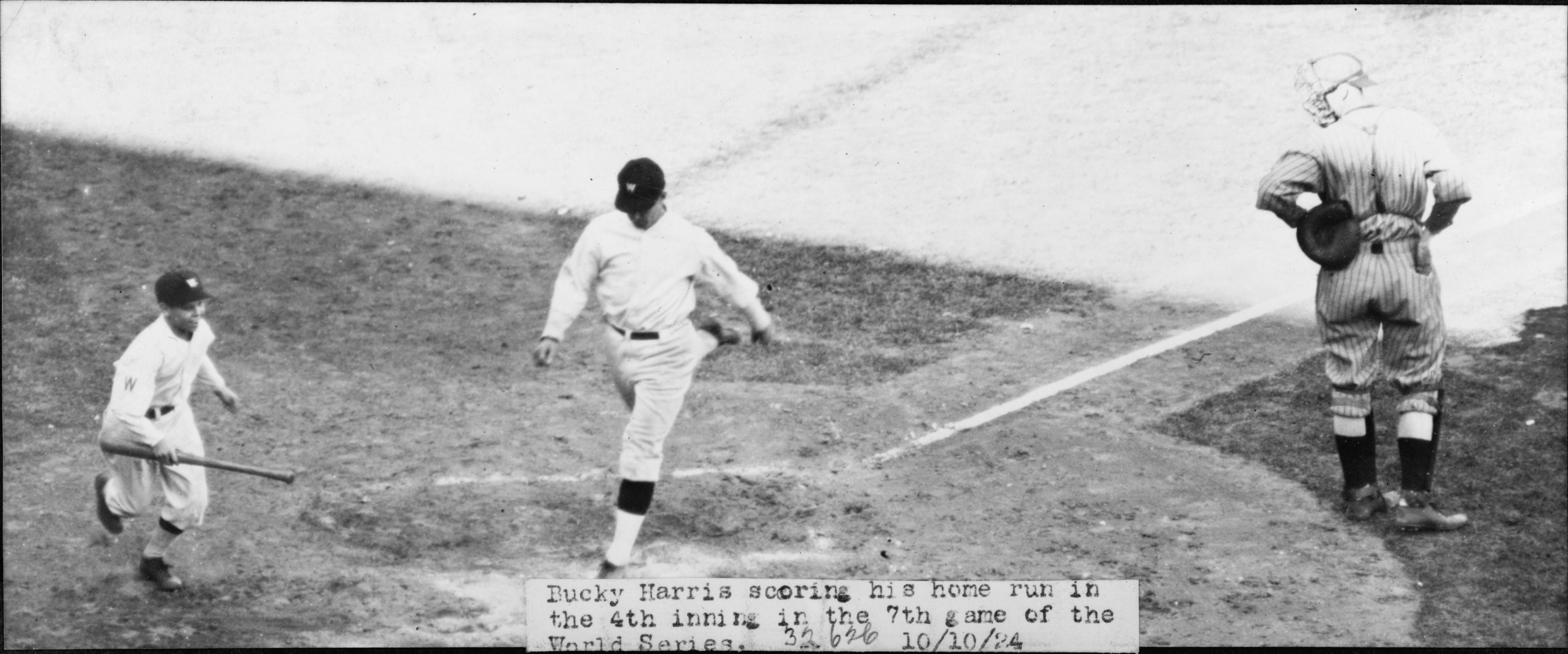
Bucky Harris de Washington anota un home run (10 d'octubre, 1924)

### Precursors de les Sèries Mundials (1857-1883)
Abans de la creació de l'American Association no es disputaven eliminatòries finals i el campió era el millor de la lliga regular.

#### National Association of Base Ball Players(Amateur → Professional)
- 1857 Brooklyn Atlantics
- 1858 New York Mutuals
- 1859 Brooklyn Atlantics
- 1860 Brooklyn Atlantics
- 1861 Brooklyn Atlantics
- 1862 Brooklyn Eckfords
- 1863 Brooklyn Eckfords
- 1864 Brooklyn Atlantics
- 1865 Brooklyn Atlantics
- 1866 Brooklyn Atlantics
- 1867 Morrisania Unions
- 1868 New York Mutuals
- 1869 Brooklyn Atlantics
- 1870 Chicago White Stockings

#### National Association of Professional Base Ball Players
- 1871 Philadelphia Athletics
- 1872 Boston Red Stockings
- 1873 Boston Red Stockings
- 1874 Boston Red Stockings
- 1875 Boston Red Stockings

#### National League
- 1876 St. Louis Brown Stockings/Chicago White Stockings[3]
- 1877 Boston Red Caps
- 1878 Boston Red Caps
- 1879 Providence Grays
- 1880 Chicago White Stockings
- 1881 Chicago White Stockings

#### Sèries d'Exhibició - National League -American Association
- 1882 A dos parits; Chicago White Stockings NL guanya 1, Cincinnati Reds AA guanya 1
- 1883 S'havien planificat unes sèries entre Boston Beaneaters NL i Philadelphia Athletics AA; però Philadelphia les cancel·là després de perdre les sèries de la ciutat davant Phillies

### Sèries Mundials originals (1884-1902)
Aquestes sèries, tot i que ja rebien la denominació de "World's Championship Series", o "World's Series", no són reconegudes oficialment per la Major League Baseball.

#### National League - American Association
- 1884 Providence Grays NL guanya 3, New York Metropolitans AA guanya 0
- 1885 St. Louis Browns AA guanya 3, Chicago White Stockings NL guanya 3, 1 empat
- 1886 St. Louis Browns AA guanya 4, Chicago White Stockings NL guanya 2
- 1887 Detroit Wolverines NL guanya 10, St. Louis Browns AA guanya 5
- 1888 New York Giants NL guanya 6, St. Louis Browns AA guanya 4
- 1889 New York Giants NL guanya 6, Brooklyn Bridegrooms AA guanya 3
- 1890 Brooklyn Bridegrooms NL guanya 3, Louisville Colonels AA guanya 3, 1 empat
- 1891 Boston Beaneaters NL, Boston Reds AA - NL ordenà als Beaneaters no disputar les sèries. L'American Association es desfé

#### 1892-1900: Els anys de monopoli
Seguint el col·lapse de l'American Association, quatre dels seus clubs foren admesos a la National League, que esdevingué única lliga. El primer any es disputaren les Sèries Mundials entre els campions a mitjan temporada. Cinc anys es disputaren Sèries entre el primer i el segon, anomenades Temple Cup i Chronicle-Telegraph Cup. La resta d'anys el vencedor fou el millor de la lliga regular.
- 1892 Boston Beaneaters guanya 5, Cleveland Spiders guanya 0, 1 empat - a mitjan temporada
- 1893 Boston Beaneaters - no es disputaren Sèries
- 1894 New York Giants guanya 4, Baltimore Orioles guanya 0 - Temple Cup
- 1895 Cleveland Spiders guanya 4, Baltimore Orioles guanya 1 - Temple Cup
- 1896 Baltimore Orioles guanya 4, Cleveland Spiders guanya 0 - Temple Cup
- 1897 Baltimore Orioles guanya 4, Boston Beaneaters guanya 1 - Temple Cup
- 1898 Boston Beaneaters - no es disputaren Sèries
- 1899 Brooklyn Superbas guanya 3, Philadelphia Phillies guanya 3 - a mitjan temporada
- 1900 Brooklyn Superbas guanya 4, Pittsburgh Pirates guanya 1 - Chronicle-Telegraph Cup

#### National League-American League
- 1901 Pittsburgh Pirates NL, Chicago White Sox AL - no es disputaren Sèries
- 1902 Pittsburgh Pirates NL, Philadelphia Athletics AL - no es disputaren Sèries

### Sèries Mundials modernes
| Any  | Campió                              | Lliga                               | Partits                             | Perdedor                            | Lliga                               | Partits                             | MVP                                    |
| ---- | ----------------------------------- | ----------------------------------- | ----------------------------------- | ----------------------------------- | ----------------------------------- | ----------------------------------- | -------------------------------------- |
| 1903 | Boston Americans                    | AL                                  | 5                                   | Pittsburgh Pirates                  | NL                                  | 3                                   |                                        |
| 1904 | Boicotejat per New York Giants (NL) | Boicotejat per New York Giants (NL) | Boicotejat per New York Giants (NL) | Boicotejat per New York Giants (NL) | Boicotejat per New York Giants (NL) | Boicotejat per New York Giants (NL) |                                        |
| 1905 | New York Giants                     | NL                                  | 4                                   | Philadelphia Athletics              | AL                                  | 1                                   |                                        |
| 1906 | Chicago White Sox                   | AL                                  | 4                                   | Chicago Cubs                        | NL                                  | 2                                   |                                        |
| 1907 | Chicago Cubs                        | NL                                  | 4 *                                 | Detroit Tigers                      | AL                                  | 0                                   |                                        |
| 1908 | Chicago Cubs                        | NL                                  | 4                                   | Detroit Tigers                      | AL                                  | 1                                   |                                        |
| 1909 | Pittsburgh Pirates                  | NL                                  | 4                                   | Detroit Tigers                      | AL                                  | 3                                   |                                        |
| 1910 | Philadelphia Athletics              | AL                                  | 4                                   | Chicago Cubs                        | NL                                  | 1                                   |                                        |
| 1911 | Philadelphia Athletics              | AL                                  | 4                                   | New York Giants                     | NL                                  | 2                                   |                                        |
| 1912 | Boston Red Sox                      | AL                                  | 4 *                                 | New York Giants                     | NL                                  | 3                                   |                                        |
| 1913 | Philadelphia Athletics              | AL                                  | 4                                   | New York Giants                     | NL                                  | 1                                   |                                        |
| 1914 | Boston Braves                       | NL                                  | 4                                   | Philadelphia Athletics              | AL                                  | 0                                   |                                        |
| 1915 | Boston Red Sox                      | AL                                  | 4                                   | Philadelphia Phillies               | NL                                  | 1                                   |                                        |
| 1916 | Boston Red Sox                      | AL                                  | 4                                   | Brooklyn Robins                     | NL                                  | 1                                   |                                        |
| 1917 | Chicago White Sox                   | AL                                  | 4                                   | New York Giants                     | NL                                  | 2                                   |                                        |
| 1918 | Boston Red Sox                      | AL                                  | 4                                   | Chicago Cubs                        | NL                                  | 2                                   |                                        |
| 1919 | Cincinnati Reds                     | NL                                  | 5                                   | Chicago White Sox                   | AL                                  | 3                                   |                                        |
| 1920 | Cleveland Indians                   | AL                                  | 5                                   | Brooklyn Robins                     | NL                                  | 2                                   |                                        |
| 1921 | New York Giants                     | NL                                  | 5                                   | New York Yankees                    | AL                                  | 3                                   |                                        |
| 1922 | New York Giants                     | NL                                  | 4 *                                 | New York Yankees                    | AL                                  | 0                                   |                                        |
| 1923 | New York Yankees                    | AL                                  | 4                                   | New York Giants                     | NL                                  | 2                                   |                                        |
| 1924 | Washington Senators                 | AL                                  | 4                                   | New York Giants                     | NL                                  | 3                                   |                                        |
| 1925 | Pittsburgh Pirates                  | NL                                  | 4                                   | Washington Senators                 | AL                                  | 3                                   |                                        |
| 1926 | St. Louis Cardinals                 | NL                                  | 4                                   | New York Yankees                    | AL                                  | 3                                   |                                        |
| 1927 | New York Yankees                    | AL                                  | 4                                   | Pittsburgh Pirates                  | NL                                  | 0                                   |                                        |
| 1928 | New York Yankees                    | AL                                  | 4                                   | St. Louis Cardinals                 | NL                                  | 0                                   |                                        |
| 1929 | Philadelphia Athletics              | AL                                  | 4                                   | Chicago Cubs                        | NL                                  | 1                                   |                                        |
| 1930 | Philadelphia Athletics              | AL                                  | 4                                   | St. Louis Cardinals                 | NL                                  | 2                                   |                                        |
| 1931 | St. Louis Cardinals                 | NL                                  | 4                                   | Philadelphia Athletics              | AL                                  | 3                                   |                                        |
| 1932 | New York Yankees                    | AL                                  | 4                                   | Chicago Cubs                        | NL                                  | 0                                   |                                        |
| 1933 | New York Giants                     | NL                                  | 4                                   | Washington Senators                 | AL                                  | 1                                   |                                        |
| 1934 | St. Louis Cardinals                 | NL                                  | 4                                   | Detroit Tigers                      | AL                                  | 3                                   |                                        |
| 1935 | Detroit Tigers                      | AL                                  | 4                                   | Chicago Cubs                        | NL                                  | 2                                   |                                        |
| 1936 | New York Yankees                    | AL                                  | 4                                   | New York Giants                     | NL                                  | 2                                   |                                        |
| 1937 | New York Yankees                    | AL                                  | 4                                   | New York Giants                     | NL                                  | 1                                   |                                        |
| 1938 | New York Yankees                    | AL                                  | 4                                   | Chicago Cubs                        | NL                                  | 0                                   |                                        |
| 1939 | New York Yankees                    | AL                                  | 4                                   | Cincinnati Reds                     | NL                                  | 0                                   |                                        |
| 1940 | Cincinnati Reds                     | NL                                  | 4                                   | Detroit Tigers                      | AL                                  | 3                                   |                                        |
| 1941 | New York Yankees                    | AL                                  | 4                                   | Brooklyn Dodgers                    | NL                                  | 1                                   |                                        |
| 1942 | St. Louis Cardinals                 | NL                                  | 4                                   | New York Yankees                    | AL                                  | 1                                   |                                        |
| 1943 | New York Yankees                    | AL                                  | 4                                   | St. Louis Cardinals                 | NL                                  | 1                                   |                                        |
| 1944 | St. Louis Cardinals                 | NL                                  | 4                                   | St. Louis Browns                    | AL                                  | 2                                   |                                        |
| 1945 | Detroit Tigers                      | AL                                  | 4                                   | Chicago Cubs                        | NL                                  | 3                                   |                                        |
| 1946 | St. Louis Cardinals                 | NL                                  | 4                                   | Boston Red Sox                      | AL                                  | 3                                   |                                        |
| 1947 | New York Yankees                    | AL                                  | 4                                   | Brooklyn Dodgers                    | NL                                  | 3                                   |                                        |
| 1948 | Cleveland Indians                   | AL                                  | 4                                   | Boston Braves                       | NL                                  | 2                                   |                                        |
| 1949 | New York Yankees                    | AL                                  | 4                                   | Brooklyn Dodgers                    | NL                                  | 1                                   |                                        |
| 1950 | New York Yankees                    | AL                                  | 4                                   | Philadelphia Phillies               | NL                                  | 0                                   |                                        |
| 1951 | New York Yankees                    | AL                                  | 4                                   | New York Giants                     | NL                                  | 2                                   |                                        |
| 1952 | New York Yankees                    | AL                                  | 4                                   | Brooklyn Dodgers                    | NL                                  | 3                                   |                                        |
| 1953 | New York Yankees                    | AL                                  | 4                                   | Brooklyn Dodgers                    | NL                                  | 2                                   |                                        |
| 1954 | New York Giants                     | NL                                  | 4                                   | Cleveland Indians                   | AL                                  | 0                                   |                                        |
| 1955 | Brooklyn Dodgers                    | NL                                  | 4                                   | New York Yankees                    | AL                                  | 3                                   | Johnny Podres                          |
| 1956 | New York Yankees                    | AL                                  | 4                                   | Brooklyn Dodgers                    | NL                                  | 3                                   | Don Larsen                             |
| 1957 | Milwaukee Braves                    | NL                                  | 4                                   | New York Yankees                    | AL                                  | 3                                   | Lew Burdette                           |
| 1958 | New York Yankees                    | AL                                  | 4                                   | Milwaukee Braves                    | NL                                  | 3                                   | Bob Turley                             |
| 1959 | Los Angeles Dodgers                 | NL                                  | 4                                   | Chicago White Sox                   | AL                                  | 2                                   | Larry Sherry                           |
| 1960 | Pittsburgh Pirates                  | NL                                  | 4                                   | New York Yankees                    | AL                                  | 3                                   | Bobby Richardson (New York)            |
| 1961 | New York Yankees                    | AL                                  | 4                                   | Cincinnati Reds                     | NL                                  | 1                                   | Whitey Ford                            |
| 1962 | New York Yankees                    | AL                                  | 4                                   | San Francisco Giants                | NL                                  | 3                                   | Ralph Terry                            |
| 1963 | Los Angeles Dodgers                 | NL                                  | 4                                   | New York Yankees                    | AL                                  | 0                                   | Sandy Koufax                           |
| 1964 | St. Louis Cardinals                 | NL                                  | 4                                   | New York Yankees                    | AL                                  | 3                                   | Bob Gibson                             |
| 1965 | Los Angeles Dodgers                 | NL                                  | 4                                   | Minnesota Twins                     | AL                                  | 3                                   | Sandy Koufax                           |
| 1966 | Baltimore Orioles                   | AL                                  | 4                                   | Los Angeles Dodgers                 | NL                                  | 0                                   | Frank Robinson                         |
| 1967 | St. Louis Cardinals                 | NL                                  | 4                                   | Boston Red Sox                      | AL                                  | 3                                   | Bob Gibson                             |
| 1968 | Detroit Tigers                      | AL                                  | 4                                   | St. Louis Cardinals                 | NL                                  | 3                                   | Mickey Lolich                          |
| 1969 | New York Mets                       | NL                                  | 4                                   | Baltimore Orioles                   | AL                                  | 1                                   | Donn Clendenon                         |
| 1970 | Baltimore Orioles                   | AL                                  | 4                                   | Cincinnati Reds                     | NL                                  | 1                                   | Brooks Robinson                        |
| 1971 | Pittsburgh Pirates                  | NL                                  | 4                                   | Baltimore Orioles                   | AL                                  | 3                                   | Roberto Clemente                       |
| 1972 | Oakland A's                         | AL                                  | 4                                   | Cincinnati Reds                     | NL                                  | 3                                   | Gene Tenace                            |
| 1973 | Oakland A's                         | AL                                  | 4                                   | New York Mets                       | NL                                  | 3                                   | Reggie Jackson                         |
| 1974 | Oakland A's                         | AL                                  | 4                                   | Los Angeles Dodgers                 | NL                                  | 1                                   | Rollie Fingers                         |
| 1975 | Cincinnati Reds                     | NL                                  | 4                                   | Boston Red Sox                      | AL                                  | 3                                   | Pete Rose                              |
| 1976 | Cincinnati Reds                     | NL                                  | 4                                   | New York Yankees                    | AL                                  | 0                                   | Johnny Bench                           |
| 1977 | New York Yankees                    | AL                                  | 4                                   | Los Angeles Dodgers                 | NL                                  | 2                                   | Reggie Jackson                         |
| 1978 | New York Yankees                    | AL                                  | 4                                   | Los Angeles Dodgers                 | NL                                  | 2                                   | Bucky Dent                             |
| 1979 | Pittsburgh Pirates                  | NL                                  | 4                                   | Baltimore Orioles                   | AL                                  | 3                                   | Willie Stargell                        |
| 1980 | Philadelphia Phillies               | NL                                  | 4                                   | Kansas City Royals                  | AL                                  | 2                                   | Mike Schmidt                           |
| 1981 | Los Angeles Dodgers                 | NL                                  | 4                                   | New York Yankees                    | AL                                  | 2                                   | Ron Cey, Pedro Guerrero i Steve Yeager |
| 1982 | St. Louis Cardinals                 | NL                                  | 4                                   | Milwaukee Brewers                   | AL                                  | 3                                   | Darrell Porter                         |
| 1983 | Baltimore Orioles                   | AL                                  | 4                                   | Philadelphia Phillies               | NL                                  | 1                                   | Rick Dempsey                           |
| 1984 | Detroit Tigers                      | AL                                  | 4                                   | San Diego Padres                    | NL                                  | 1                                   | Alan Trammell                          |
| 1985 | Kansas City Royals                  | AL                                  | 4                                   | St. Louis Cardinals                 | NL                                  | 3                                   | Bret Saberhagen                        |
| 1986 | New York Mets                       | NL                                  | 4                                   | Boston Red Sox                      | AL                                  | 3                                   | Ray Knight                             |
| 1987 | Minnesota Twins                     | AL                                  | 4                                   | St. Louis Cardinals                 | NL                                  | 3                                   | Frank Viola                            |
| 1988 | Los Angeles Dodgers                 | NL                                  | 4                                   | Oakland Athletics                   | AL                                  | 1                                   | Orel Hershiser                         |
| 1989 | Oakland Athletics                   | AL                                  | 4                                   | San Francisco Giants                | NL                                  | 0                                   | Dave Stewart                           |
| 1990 | Cincinnati Reds                     | NL                                  | 4                                   | Oakland Athletics                   | AL                                  | 0                                   | José Rijo                              |
| 1991 | Minnesota Twins                     | AL                                  | 4                                   | Atlanta Braves                      | NL                                  | 3                                   | Jack Morris                            |
| 1992 | Toronto Blue Jays                   | AL                                  | 4                                   | Atlanta Braves                      | NL                                  | 2                                   | Pat Borders                            |
| 1993 | Toronto Blue Jays                   | AL                                  | 4                                   | Philadelphia Phillies               | NL                                  | 2                                   | Paul Molitor                           |
| 1994 | Cancel·lat per la vaga de jugadors  | Cancel·lat per la vaga de jugadors  | Cancel·lat per la vaga de jugadors  | Cancel·lat per la vaga de jugadors  | Cancel·lat per la vaga de jugadors  | Cancel·lat per la vaga de jugadors  | Cancel·lat per la vaga de jugadors     |
| 1995 | Atlanta Braves                      | NL                                  | 4                                   | Cleveland Indians                   | AL                                  | 2                                   | Tom Glavine                            |
| 1996 | New York Yankees                    | AL                                  | 4                                   | Atlanta Braves                      | NL                                  | 2                                   | John Wetteland                         |
| 1997 | Florida Marlins ◊                   | NL                                  | 4                                   | Cleveland Indians                   | AL                                  | 3                                   | Liván Hernández                        |
| 1998 | New York Yankees                    | AL                                  | 4                                   | San Diego Padres                    | NL                                  | 0                                   | Scott Brosius                          |
| 1999 | New York Yankees                    | AL                                  | 4                                   | Atlanta Braves                      | NL                                  | 0                                   | Mariano Rivera                         |
| 2000 | New York Yankees                    | AL                                  | 4                                   | New York Mets ◊                     | NL                                  | 1                                   | Derek Jeter                            |
| 2001 | Arizona Diamondbacks                | NL                                  | 4                                   | New York Yankees                    | AL                                  | 3                                   | Randy Johnson i Curt Schilling         |
| 2002 | Anaheim Angels ◊                    | AL                                  | 4                                   | San Francisco Giants ◊              | NL                                  | 3                                   | Troy Glaus                             |
| 2003 | Florida Marlins ◊                   | NL                                  | 4                                   | New York Yankees                    | AL                                  | 2                                   | Josh Beckett                           |
| 2004 | Boston Red Sox ◊                    | AL                                  | 4                                   | St. Louis Cardinals                 | NL                                  | 0                                   | Manny Ramirez                          |
| 2005 | Chicago White Sox                   | AL                                  | 4                                   | Houston Astros ◊                    | NL                                  | 0                                   | Jermaine Dye                           |
| 2006 | St. Louis Cardinals                 | NL                                  | 4                                   | Detroit Tigers ◊                    | AL                                  | 1                                   | David Eckstein                         |
| 2007 | Boston Red Sox                      | AL                                  | 4                                   | Colorado Rockies ◊                  | NL                                  | 0                                   | Mike Lowell                            |
| 2008 | Philadelphia Phillies               | NL                                  | 4                                   | Tampa Bay Rays                      | AL                                  | 1                                   | Cole Hamels                            |
| 2009 | New York Yankees                    | AL                                  | 4                                   | Philadelphia Phillies               | NL                                  | 2                                   | Hideki Matsui                          |
| 2010 | San Francisco Giants                | NL                                  | 4                                   | Texas Rangers                       | AL                                  | 1                                   | Edgar Renteria                         |
| 2011 | St. Louis Cardinals ◊               | NL                                  | 4                                   | Texas Rangers                       | AL                                  | 3                                   | David Freese                           |
| 2012 | San Francisco Giants                | NL                                  | 4                                   | Detroit Tigers                      | AL                                  | 0                                   | Pablo Sandoval                         |
| 2013 | Boston Red Sox                      | AL                                  | 4                                   | St. Louis Cardinals                 | NL                                  | 2                                   | David Ortiz                            |
| 2014 | San Francisco Giants ◊              | NL                                  | 4                                   | Kansas City Royals ◊                | AL                                  | 3                                   | Madison Bumgarner                      |
| 2015 | Kansas City Royals ◊                | AL                                  | 4                                   | New York Mets                       | NL                                  | 1                                   | Salvador Pérez                         |
| 2016 | Chicago Cubs                        | NL                                  | 4                                   | Cleveland Indians                   | AL                                  | 3                                   | Ben Zobrist                            |
| 2017 | Houston Astros                      | AL                                  | 4                                   | Los Angeles Dodgers                 | NL                                  | 3                                   | George Springer                        |
| 2018 | Boston Red Sox                      | AL                                  | 4                                   | Los Angeles Dodgers                 | NL                                  | 1                                   | Steve Pearce                           |
| 2019 | Washington Nationals ◊              | NL                                  | 4                                   | Houston Astros                      | AL                                  | 3                                   | Stephen Strasburg                      |

* Un partit acabà en empat.

◊ Equip classificat per Wild card (des de 1995).